# Social-démocratie (Serbie)
Social-démocratie (en serbe : Социјалдемократија et Socijaldemokratija), en abrégé SD, est un parti politique social-démocrate serbe. Il a été créé le 22 avril 1997 et il est actuellement dirigé par Nenad Vukasović.
Social-démocratie a participé aux élections législatives serbes de 2007 sur une liste indépendante. Le parti a obtenu 4 909 votes, soit 0,12 % des suffrages. De ce fait, il n'a remporté aucun siège. Il est l'un des quatre partis qui ont obtenu moins de voix au scrutin que les 10 000 signatures exigées pour la participation aux élections.